# Wurmbea monopetala
Wurmbea monopetala là một loài thực vật có hoa trong họ Colchicaceae. Loài này được (L.f.) B.Nord. miêu tả khoa học đầu tiên năm 1986.